# Le Vieux-Marché
Le Vieux-Marché is een gemeente in het Franse departement Côtes-d'Armor (regio Bretagne). De plaats maakt deel uit van het arrondissement Lannion. Le Vieux-Marché telde op 1 januari 2022 1.276 inwoners.

## Geografie
De oppervlakte van Le Vieux-Marché bedroeg op 1 januari 2022 23,13 vierkante kilometer; de bevolkingsdichtheid was toen 55,2 inwoners per km².
De onderstaande kaart toont de ligging van Le Vieux-Marché met de belangrijkste infrastructuur en aangrenzende gemeenten.

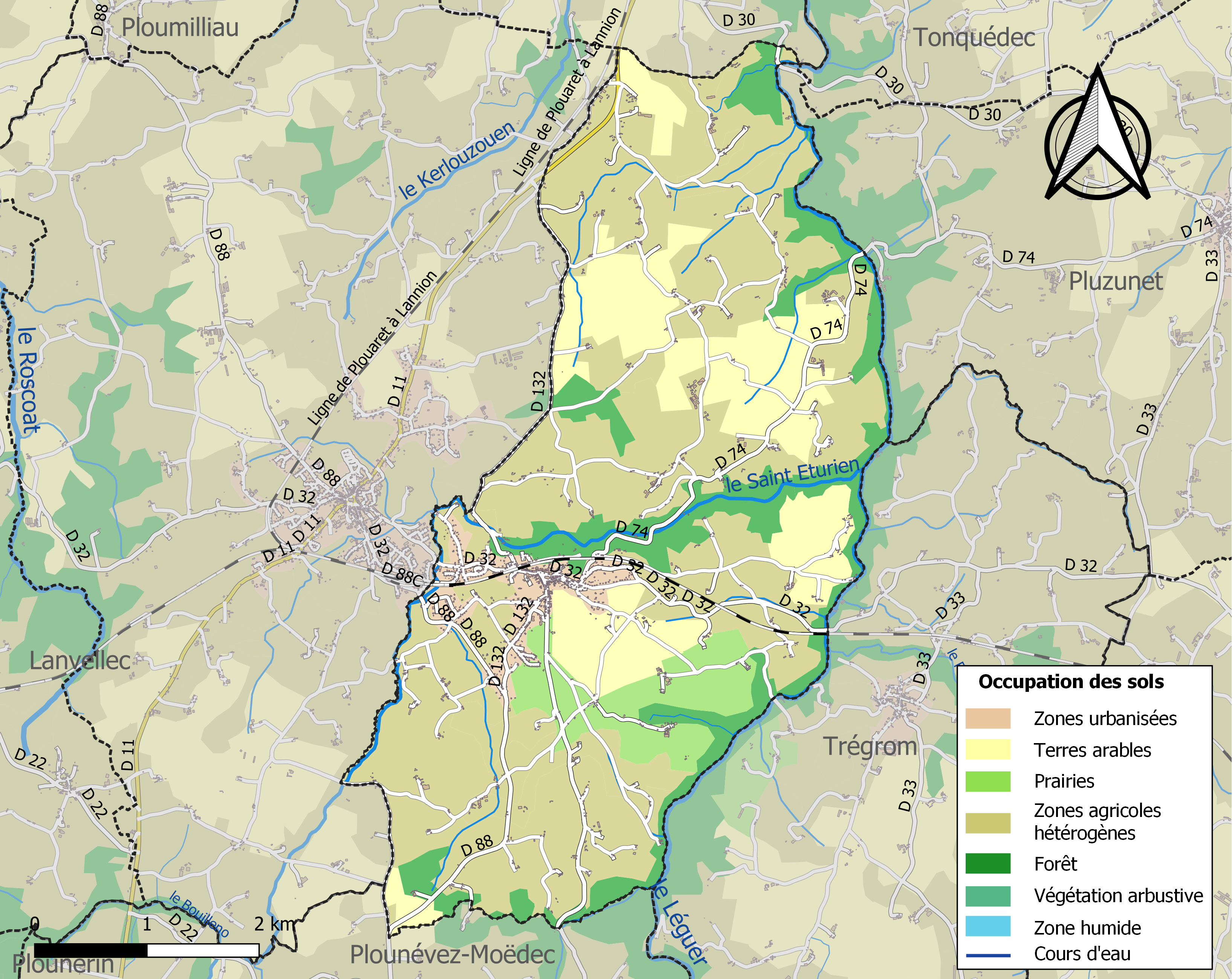

## Demografie
Onderstaande figuur toont het verloop van het inwonertal (bron: INSEE-tellingen).